# Perlfluss-Freileitungskreuzung
Koordinaten: 22° 53′ 11″ N, 113° 34′ 6″ O
Die Perlfluss-Freileitungskreuzung ist Bestandteil der zweikreisigen 500-kV-Leitung von Jiangman nach Shao Jiao über den Perlfluss in China. Sie besteht aus einem 80 Meter hohen Mast am Westufer des Perlflusses, einem auf einer künstlichen Insel im Fluss errichteten 253 Meter hohem Tragmast und einem auf dem östlichen Ufer gelegenen 240 Meter hohen Tragmast. Die beiden Tragmaste gehören zu den höchsten Freileitungsmasten der Welt und übertreffen in ihrer Höhe die Maste der Elbekreuzung 2 bei Stade. Sie haben Traversenspannweiten von 54,5 Meter und 63,5 Meter.
Die Leitungsspannweite zwischen dem 253-Meter-Mast und dem 240-Meter-Mast beträgt 1.547 Meter, wobei die Leitung sich an ihrem tiefsten Punkt in einer Höhe von 70 Metern über der Wasseroberfläche befindet. Die Masten sind in Donauanordnung aufgebaut.